# Giro dei Paesi Bassi 1983
Il Giro dei Paesi Bassi 1983, ventitreesima edizione della corsa, si svolse dal 25 al 27 agosto 1983 su un percorso di 461,1 km ripartiti in 3 tappe (la prima e l'ultima suddivise in 2 semitappe). Fu vinto da Adri van Houwelingen davanti a Johnny Broers e Herman Frison.

## Tappe
| Tappa  | Data      | Percorso                              | km    | Vincitore di tappa | Leader cl. generale  |
| ------ | --------- | ------------------------------------- | ----- | ------------------ | -------------------- |
| 1ª-1ª  | 25 agosto | Boxmeer > Boxmeer (Cron. individuale) | 2,6   | Bert Oosterbosch   | Bert Oosterbosch     |
| 1ª-2ª  | 25 agosto | Boxmeer > Boxmeer                     | 67    | Jan Wynants        |                      |
| 2ª     | 26 agosto | Boxmeer > Zutphen                     | 208   | Fons van Katwijk   |                      |
| 3ª-1ª  | 27 agosto | Zutphen > Assen                       | 161,5 | Herman Frison      |                      |
| 3ª-2ª  | 27 agosto | Assen > Assen (Cron. a squadre)       | 22    | TI-Raleigh         | Adri van Houwelingen |
| Totale | Totale    | Totale                                | 461,1 |                    |                      |

## Classifiche finali

### Classifiche generale
| Pos. | Corridore            | Squadra      | Tempo     |
| ---- | -------------------- | ------------ | --------- |
| 1    | Adri van Houwelingen | TI-Raleigh   | 10h36'32" |
| 2    | Johnny Broers        | Beckers      | a 31"     |
| 3    | Herman Frison        | Safir        | a 35"     |
| 4    | Nico van Hest        |              | a 1'20"   |
| 5    | Kim Andersen         | Coop-Mercier | a 7'27"   |